# Adelita y las guerrillas
Adelita y las guerrillas es el título de una historieta mexicana de género western (véase novela del Oeste). Su protagonista es Adelita, una mujer aventurera que se involucra en episodios de acción contra bandidos o el ejército. La serie fue creada por el dibujante José G. Cruz en 1936, y aparecería por primera vez en la revista Paquito. 
La publicación de la serie se alargó en otras revistas de historietas hasta finales de la década de 1950, con la adhesión de varios asistentes gráficos. Fue una de las creaciones más populares de Cruz.

## Trayectoria editorial
La historieta se publicó en Paquito en 1936, pero pasó posteriormente por Chamaco Chico y Pepín.
En abril de 1952, la historia continuó en su propia revista de periodicidad semanal y publicada por Ediciones José G. Cruz, la empresa de su creador, que logró independizarse. La portada a color era obra de José Luis Durán, mientras que de las páginas interiores, siempre a una tinta, se encargaban Delia Larios y José G. Cruz.
Adelita y las guerrillas dejó de publicarse al final de la década de 1950. Sin embargo, dos de sus personajes continuaron sus propias historias en formato de fotonovela: Juan Sin Miedo, que ya tenía su propia publicación desde antes, y La Tigresa; en esta última la protagonista fue interpretada por la actriz y vedette Irma Serrano, quien tenía un notable parecido con el personaje de Cruz; por ello, Serrano es conocida aún con el sobrenombre de "la tigresa".

## Características de la serie
Desde antes de iniciarse su publicación, José G. Cruz adelantó que se trataría de un crossover, en que se involucrarían diversos personajes de sus series anteriores: Juan Sin Miedo (Juan Sin Miedo), Nancy (Nancy y la Banda Escarlata), y el Monje Negro (El Monje Negro). El personaje de Adelita, la protagonista, se halla inspirado en las adelitas, las mujeres que acompañaban a sus maridos en las campañas militares durante la Revolución mexicana y cuyo papel fundamentalmente doméstico fue idealizado por el de guerrilleras. Otras influencias se hallan en las heroínas del cómic estadounidense. 
El atractivo principal de la historieta serían los personajes femeninos, dotados de cuerpos voluptuosos y con una fuerte personalidad, típica de las mujeres fatales o de las divas de la época de oro del cine mexicano, como María Félix. Adicionalmente, los dibujos se caracterizaron por su dinamismo y acción, que le conferían a la serie un notable impacto visual.
No obstante su intención de atraer al público masculino, la historieta poseía una trama que logró la adhesión de lectores de diversas edades.

## Argumento y personajes
Adela Negrete es una joven de clase alta que vive en Jalisco, al lado de su hermano el capitán Negrete. Su hermano es capturado y asesinado por la líder de una banda de forajidos, la Tigresa del Bajío. Desde entonces, Adela jura venganza y comienza la búsqueda de la bandida. Antes de encontrar a su enemiga, la protagonista se encontrará inmersa en varias aventuras de balazos, donde conocerá a múltiples enemigos.
Adelita está lejos de adoptar un papel débil: monta a caballo, sabe pelear cuerpo a cuerpo y manejar armas, pero su debilidad es el amor. La protagonista viste con ropa campirana al inicio de la serie, pero hacia la década de 1950 cambia su vestimenta por una minifalda abierta, tacón de aguja y grandes arracadas.
El villano principal de la serie es la Tigresa del Bajío, una mujer tan fuerte como Adelita que en momentos se une a ella para combatir al dictador Victoriano Huerta, y que posteriormente se transforma en su rival sentimental al enamorarse de Juan Sin Miedo, el novio de Adelita.
Tanto Juan Sin Miedo como Nancy forman parte de la pandilla de Adelita, que luchan por la justicia en los tiempos turbulentos de la revolución, durante el gobierno de Victoriano Huerta. Sin embargo, Juan Sin Miedo tiene sus propias aventuras, y en varias ocasiones se separa de Adelita, mientras que la rubia Nancy es la compañera inseparable de la protagonista. Otro personaje que se incorpora al equipo es El Solitario, un forajido enmascarado que resulta ser una mujer de nombre Valentina.